# Vlado Stenzel
Vlado Stenzel nebo také Štencl (* 23. července 1934 Záhřeb) je bývalý chorvatský házenkář a trenér házené, známý pod přezdívkami „Kouzelník“ a „Král z Kodaně“.
Byl brankářem týmu Prvomajska Záhřeb, s nímž vyhrál jugoslávskou ligu 1953 a 1954, v osmnácti letech nastoupil za jugoslávskou reprezentaci. Od roku 1962 byl trenérem, dovedl Medveščak Záhřeb k mistrovskému titulu v letech 1964 a 1966 a postupu do finále PMEZ 1965, v roce 1969 vyhrál ligu s RK Crvenka. Od roku 1967 byl trenérem jugoslávského národního týmu, s nímž vyhrál Středomořské hry 1967, byl třetí na mistrovství světa v házené mužů 1970 a první na olympijských hrách 1972. Pak působil v západním Německu a německá házenkářská reprezentace mužů získala pod jeho vedením překvapivý titul na mistrovství světa v házené mužů 1978. V roce 1990 vyhrál DHB-Pokal s TSV Milbertshofen.